# ANDROS F–6A

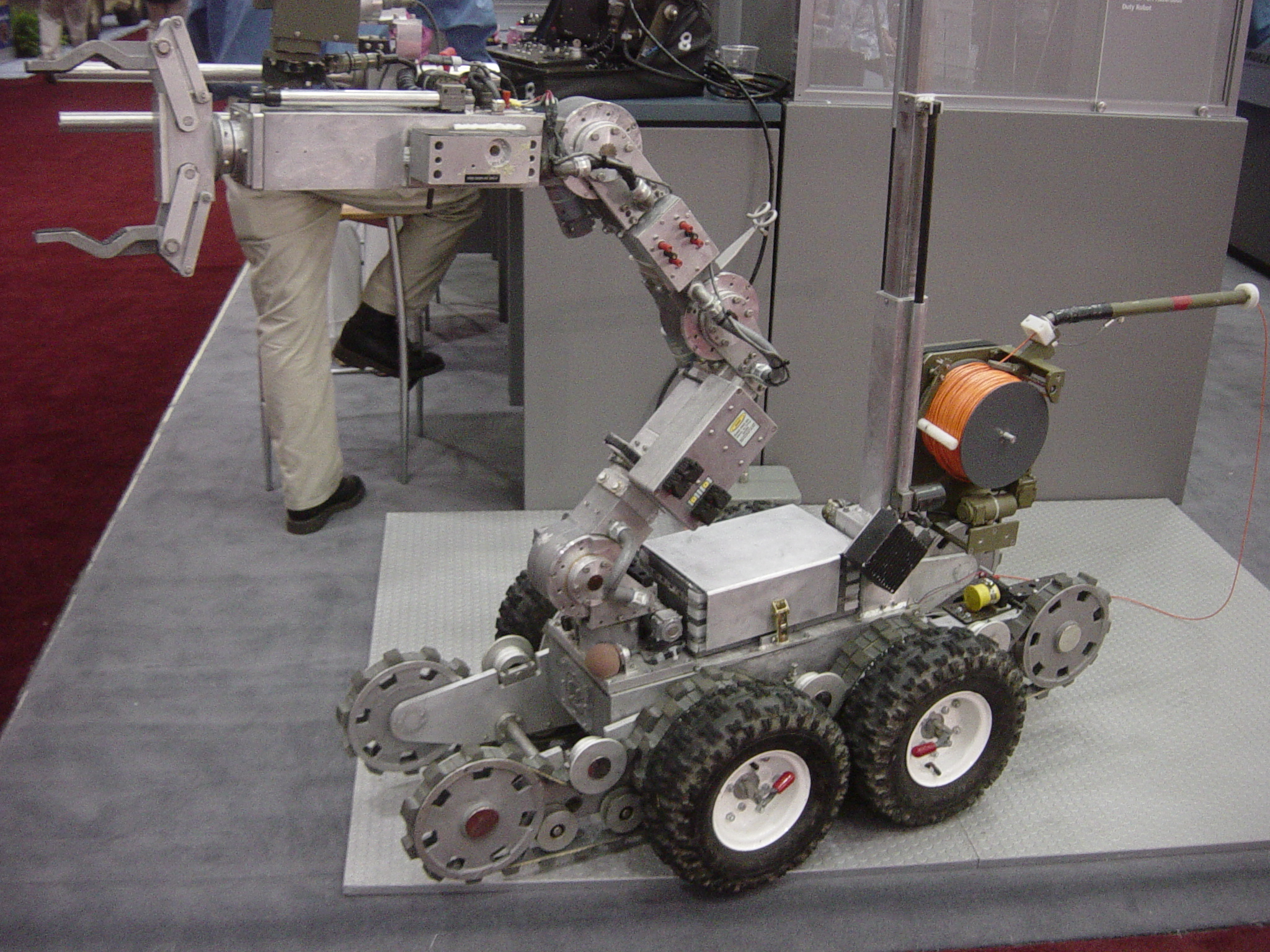
ANDROS F6A robot

Az ANDROS F–6A egy nehéz tűzszerész (megsemmisítő) robot. Alkalmas robbanótestek, lőszerek felkutatására, felderítésére, helyszíni hatástalanításra, illetve elszállítására.
Az ANDROS F–6A rendszer két alrendszerből épül föl:
1.) A robot alrendszerből amely magába foglalja a hordozótestet, a futómű szerkezetet és a hasznos terhek rendszerét.
2.) Mobil ellenőrző és irányító alrendszerből melynek feladata: biztosítani a robot irányíthatóságát és a manipulátor kar mozgatását, továbbá a roboton lévő szenzorok által begyűjtött információk megjelenítését a tűzszerész számára. A vezérlő egység kijelzőjén megjelennek a kamerák képei.

## Robotok szerepe a haderőkben
A katonákat helyettesítve végre tudnak hajtani számos fontos, de veszélyes, gyakorta életveszélyes feladatot. 
Ilyen feladatok lehetnek:
- aknakeresés és -mentesítés
- valós idejű felderítés
- kutatás-mentés
- szennyezett területek felkutatása
- a folyamatos terület megfigyelés és a csapásmérés.

Az egyre kisebb méretű katonai robotok helyettesíteni tudják a katonákat olyan területen, ahová a katona egyáltalán nem, vagy csak nagy nehézségek árán juthat el.
A haderők digitális, precíziós és hálózatos fejlődésével párhuzamosan megvalósul a robotok egyre nagyobb számú hadrendbe állítása. Ezt a folyamatot katonai robotforradalomnak (Military Robot Revolution - MRR)nevezzük.

## Műszaki adatok
Robot alrendszer:
- Gyártó: Northrop Grumman (Remotec leányvállalata)
- Meghajtás: elektromos
- Áramellátás: 24 V/35 A (zselés akkumulátor)
- Hangtovábbítás: 2 oldalú (roboton vízálló hangszóró és mikrofon)
- Kamerák száma: 2 db (1 db a teleszkópon, 1 db a manipulátoron)
- Kamerák típusa: 1 db színes felderítő kamera képstabilizátorral, 1 db fekete-fehér elülső kamera
- Kamerák mozgástartomány: színes: 360° H., 180° V. fekete-fehér: fixen rögzített
- Zoom: Felderítő kamera: 26x optikai/12x digitális, elülső kamera: 10x optikai/4x digitális
- Felderítő kamera teleszkópjának hossza: 60 cm
- Megvilágítás: 80 W (szabályozható halogén)
- Manipulátor munkatávolsága (horizontálisan): 142 cm
- Egyéb szenzorok telepíthetőek: igen
- Maximális sebesség: 6 km/h
- Hatótávolság: 300 m
- Irányítási mód: vezeték nélküli vagy vezetékes távirányítás
- Hasmagasság: 8,75 cm
- Súly: 220 kg
- Hossz: 132 cm
- Szélesség: 73 cm
- Magasság: 143 cm

Mobil ellenőrző és irányító alrendszer:
- Kijelző mérete: 15"
- Kijelző típusa: LCD
- Kép a képben (PIP): Igen
- OSD: igen (töltöttségi áll. valamint robot alrendszer szenzoradatainak OSD megjelenítése)
- Kép/hang rögzítés: igen
- Irányítási mód: vezeték nélküli v. vezetékes
- Időjárás álló: Igen
- Vezérlés típusa: Joystick
- Mérete: 25 cm x 58 cm x 46 cm

## ANDROS F–6A a Magyar Honvédségnél
A Magyar Honvédség a tűzszerészek védelme érdekében és a tragédiák elkerülése miatt döntött a robot rendszerek hadrendbe állításáról. Az igények és a pénzügyi lehetőségek egyeztetését követően döntés született, hogy a Magyar Honvédség első lépésként egy tűzszerész robot készletet szerez be. Ez magába foglalta egy nagyobb, felderítésre és megsemmisítésre egyaránt alkalmas robot rendszert, valamint egy kisebb, főként felderítésre és egyszerűbb megsemmisítési feladatokra alkalmas robot rendszert, valamint ezen rendszerek szállítására alkalmas utánfutót. A felderítő és megsemmisítő típusnál a választás végül az ANDROS F–6A rendszerre került. Az első készlet 2007-ben érkezett meg majd ezt követően további 1-1 komplett rendszer beszerzését rendelte el a Magyar Honvédség a 2008/2009-es évekre. A megérkezett rendszer ANDROS F–6A tagja napjainkban az afganisztáni kontingensnél teljesít szolgálatot.